# وزارة الشباب والرياضة (أذربيجان)
وزارة الشباب و الرياضة في جمهورية أذربيجان – هي منظمة حكومية تابعة لمجلس وزراء جمهورية أذربيجان، تنشط في مجال الرياضة وتنمية الشباب في جمهورية أذربيجان.
وقد تأسست الوزارة على أساس وزارة الشباب والرياضة والسياحة في جمهورية أذربيجان بموجب المرسوم رقم 539 الصادر عن رئيس جمهورية أذربيجان بتاريخ 30 يناير في عام 2006.

## تاريخ الوزارة
انشأت وزارة الشباب والرياضة في جمهورية أذربيجان بموجب المرسوم رقم 179 الصادر عن رئيس جمهورية أذربيجان بتاريخ 26 يوليو 1994، والقرار رقم 861 الصادر عن المجلس الملي لجمهورية أذربيجان بتاريخ 26 يوليو 1994.
وزير الشباب والرياضة في جمهورية أذربيجان هو فريد غاييبوف.

## هيكل الوزارة
- قسم عمل مع الشباب
- قسم الرياضة
- قسم العمل مع الأقاليم والموارد البشرية
- قسم العلاقات الدولية
- قسم العلوم والتعليم
- قسم الاقتصاد
- قسم المالية واللوجستيات
- قسم التحليل التحليلي والبرمجيات
- الإدارة العامة
- محاسبة

## المؤسسات
- مجمعات الرياضات الأولمبية
- دور الشباب والمراكز
- المرافق الرياضية